# Zonsverduistering van 26 december 2038

Animatie zonsverduistering
op 26 december 2038

De totale zonsverduistering van 26 december 2038 zal achtereenvolgens te zien zijn in de volgende twee landen: Australië en Nieuw-Zeeland.

## Lengte

### Maximaal
Het punt met maximale totaliteit ligt op de Tasmanzee en duurt 2m18,2s.

### Limieten
| Fenomeen                    | Code | Tijdstip UTC |
| --------------------------- | ---- | ------------ |
| Eerste contact bijschaduw   | P1   | 22:19:17.9   |
| Eerste contact kernschaduw  | U1   | 23:17:41.4   |
| Kernschaduw compleet vanaf  | U2   | 23:18:18.2   |
| Bijschaduw compleet vanaf   | P2   | 00:21:31.3   |
| Maximum eclips              | GE   | 00:58:36.1   |
| Bijschaduw compleet t/m     | P3   | 01:35:36.9   |
| Kernschaduw compleet t/m    | U3   | 02:38:54.8   |
| Laatste contact kernschaduw | U4   | 02:39:27.8   |
| Laatste contact bijschaduw  | P4   | 03:37:57.3   |